# Rhamphomyia tenuiterfilata
Rhamphomyia tenuiterfilata är en tvåvingeart som beskrevs av Becker 1900. Rhamphomyia tenuiterfilata ingår i släktet Rhamphomyia och familjen dansflugor. Inga underarter finns listade i Catalogue of Life.